# Drosophila annulipes
Drosophila annulipes är en tvåvingeart som först beskrevs av Oswald Duda 1924.

## Taxonomi och släktskap
Arten tillhör undersläktet Drosophila, artgruppen Drosophila immigrans och artundergruppen Drosophila quadrilineata.

## Utbredning
Artens kända utbredningsområde är Taiwan och Indien.